# رابرت کلایو (سیاستمدار)

سر رابرت کلایو

سر رابرت کلایو، سفیر جدید بریتانیا (سمت چپ)، پس از تسلیم استوارنامه خود به پادشاه لئوپولد در کاخ سلطنتی در بروکسل، سمت راست ژنرال دوبوآ

سر رابرت هنری کلایو (انگلیسی: Robert Clive؛ ۲۳ دسامبر ۱۸۷۷ – ۱۳ مهٔ ۱۹۴۸) دیپلمات اهل بریتانیا بود. او بین سال‌های ۱۹۲۶–۱۹۳۱ وزیر مختار بریتانیا در ایران بود.